# Rohai
Rohai (鹭牌, Rōhai, olhar do grou) é um kata do caratê, cuja criação é geralmente atribuída ao mestre Kosaku Matsumora ou a seu mestre Kishin Teruya, do estilo Tomari-te, mas pode ser restreado, com certa dificuldade, até as escolas de chuan fa em China.

## História
A forma é muito antiga, pelo que sua origem se perde nas brumas do tempo, sendo, contudo, possível rastrear até a China. E alguns chegam a creditar sua autoria a um general chinês de nome Ye Fai. Decerto, em razão das técnicas que compõem o kata, pode-se vislumbrar uma conexão com o estilo da Garça Branca, haja vista mormente as posturas em uma única perna, nas quais o praticante assume postura similar àquela ave e é característica das referidas escolas de wushu.
Em Oquinaua, sabe-se que a forma se desenvolveu basicamente na região de Tomari e foi trasmitida pelo mestre Kishin Teruya a seus disciípulos, dentre eles Kosaku Matsumora.

### Genealogia
|           |           |           |           |            |            |            |            |            |            |           |           |           |           |         |         |          |          |          |          |          |          |          |          |          |          |          |          | Wushu       |             |             |             |                  |                  |                  |                  |                  |                  |  |  |            |            |            |            |            |            |  |  |                  |                  |                  |                  |                  |                  |  |  |                |                |                |                |                |                |  |  |                 |                 |                 |                 |                 |                 |  |  |  |  |  |  |  |  |  |  |  |  |  |  |  |  |
|           |           |           |           |            |            |            |            |            |            |           |           |           |           |         |         |          |          |          |          |          |          |          |          |          |          |          |          |             |             |             |             |                  |                  |                  |                  |                  |                  |  |  |            |            |            |            |            |            |  |  |                  |                  |                  |                  |                  |                  |  |  |                |                |                |                |                |                |  |  |                 |                 |                 |                 |                 |                 |  |  |  |  |  |  |  |  |  |  |  |  |  |  |  |  |
|           |           |           |           |            |            |            |            |            |            |           |           |           |           |         |         |          |          |          |          |          |          |          |          |          |          |          |          | Tomari-te   |             |             |             |                  |                  |                  |                  |                  |                  |  |  |            |            |            |            |            |            |  |  |                  |                  |                  |                  |                  |                  |  |  |                |                |                |                |                |                |  |  |                 |                 |                 |                 |                 |                 |  |  |  |  |  |  |  |  |  |  |  |  |  |  |  |  |
|           |           |           |           |            |            |            |            |            |            |           |           |           |           |         |         |          |          |          |          |          |          |          |          |          |          |          |          |             |             |             |             |                  |                  |                  |                  |                  |                  |  |  |            |            |            |            |            |            |  |  |                  |                  |                  |                  |                  |                  |  |  |                |                |                |                |                |                |  |  |                 |                 |                 |                 |                 |                 |  |  |  |  |  |  |  |  |  |  |  |  |  |  |  |  |
|           |           |           |           |            |            |            |            |            |            |           |           |           |           |         |         |          |          |          |          |          |          |          |          |          |          |          |          | Shorin-ryu  |             |             |             |                  |                  |                  |                  |                  |                  |  |  |            |            |            |            |            |            |  |  |                  |                  |                  |                  |                  |                  |  |  |                |                |                |                |                |                |  |  |                 |                 |                 |                 |                 |                 |  |  |  |  |  |  |  |  |  |  |  |  |  |  |  |  |
|           |           |           |           |            |            |            |            |            |            |           |           |           |           |         |         |          |          |          |          |          |          |          |          |          |          |          |          |             |             |             |             |                  |                  |                  |                  |                  |                  |  |  |            |            |            |            |            |            |  |  |                  |                  |                  |                  |                  |                  |  |  |                |                |                |                |                |                |  |  |                 |                 |                 |                 |                 |                 |  |  |  |  |  |  |  |  |  |  |  |  |  |  |  |  |
|           |           |           |           |            |            |            |            |            |            |           |           |           |           |         |         |          |          |          |          |          |          |          |          |          |          |          |          |             |             |             |             |                  |                  |                  |                  |                  |                  |  |  |            |            |            |            |            |            |  |  |                  |                  |                  |                  |                  |                  |  |  |                |                |                |                |                |                |  |  |                 |                 |                 |                 |                 |                 |  |  |  |  |  |  |  |  |  |  |  |  |  |  |  |  |
| Chito-ryu | Chito-ryu | Chito-ryu | Chito-ryu | Chito-ryu  | Chito-ryu  |            |            | Shito-ryu  | Shito-ryu  | Shito-ryu | Shito-ryu | Shito-ryu | Shito-ryu |         |         | Shotokan | Shotokan | Shotokan | Shotokan | Shotokan | Shotokan |          |          | Wado-ryu | Wado-ryu | Wado-ryu | Wado-ryu | Wado-ryu    | Wado-ryu    |             |             | Shindo jinen ryu | Shindo jinen ryu | Shindo jinen ryu | Shindo jinen ryu | Shindo jinen ryu | Shindo jinen ryu |  |  | Gensei-ryu | Gensei-ryu | Gensei-ryu | Gensei-ryu | Gensei-ryu | Gensei-ryu |  |  | Matsubayashi-ryu | Matsubayashi-ryu | Matsubayashi-ryu | Matsubayashi-ryu | Matsubayashi-ryu | Matsubayashi-ryu |  |  | Shobayashi-ryu | Shobayashi-ryu | Shobayashi-ryu | Shobayashi-ryu | Shobayashi-ryu | Shobayashi-ryu |  |  | Matsumura Seito | Matsumura Seito | Matsumura Seito | Matsumura Seito | Matsumura Seito | Matsumura Seito |  |  |  |  |  |  |  |  |  |  |  |  |  |  |  |  |
| Chito-ryu | Chito-ryu | Chito-ryu | Chito-ryu | Chito-ryu  | Chito-ryu  |            |            | Shito-ryu  | Shito-ryu  | Shito-ryu | Shito-ryu | Shito-ryu | Shito-ryu |         |         | Shotokan | Shotokan | Shotokan | Shotokan | Shotokan | Shotokan |          |          | Wado-ryu | Wado-ryu | Wado-ryu | Wado-ryu | Wado-ryu    | Wado-ryu    |             |             | Shindo jinen ryu | Shindo jinen ryu | Shindo jinen ryu | Shindo jinen ryu | Shindo jinen ryu | Shindo jinen ryu |  |  | Gensei-ryu | Gensei-ryu | Gensei-ryu | Gensei-ryu | Gensei-ryu | Gensei-ryu |  |  | Matsubayashi-ryu | Matsubayashi-ryu | Matsubayashi-ryu | Matsubayashi-ryu | Matsubayashi-ryu | Matsubayashi-ryu |  |  | Shobayashi-ryu | Shobayashi-ryu | Shobayashi-ryu | Shobayashi-ryu | Shobayashi-ryu | Shobayashi-ryu |  |  | Matsumura Seito | Matsumura Seito | Matsumura Seito | Matsumura Seito | Matsumura Seito | Matsumura Seito |  |  |  |  |  |  |  |  |  |  |  |  |  |  |  |  |
|           |           |           |           |            |            |            |            |            |            |           |           |           |           |         |         |          |          |          |          |          |          |          |          |          |          |          |          |             |             |             |             |                  |                  |                  |                  |                  |                  |  |  |            |            |            |            |            |            |  |  |                  |                  |                  |                  |                  |                  |  |  |                |                |                |                |                |                |  |  |                 |                 |                 |                 |                 |                 |  |  |  |  |  |  |  |  |  |  |  |  |  |  |  |  |
|           |           |           |           | Hayashi-ha | Hayashi-ha | Hayashi-ha | Hayashi-ha | Hayashi-ha | Hayashi-ha |           |           | Asai-ha   | Asai-ha   | Asai-ha | Asai-ha | Asai-ha  | Asai-ha  |          |          | Shotokai | Shotokai | Shotokai | Shotokai | Shotokai | Shotokai |          |          | Kanazawa-ha | Kanazawa-ha | Kanazawa-ha | Kanazawa-ha | Kanazawa-ha      | Kanazawa-ha      |                  |                  |                  |                  |  |  |            |            |            |            |            |            |  |  |                  |                  |                  |                  |                  |                  |  |  |                |                |                |                |                |                |  |  |                 |                 |                 |                 |                 |                 |  |  |  |  |  |  |  |  |  |  |  |  |  |  |  |  |

## Variações
A partir do modelo "original", os mestres de caratê de Oquinaua imprimiram muito de suas personalidades na variações por eles criadas e ensinadas. Assim foi que passaram a existir as variações do mestre Sokon Matsumura, sendo preservada no esilo Shorin-ryu e suas escolas. Um aluno do mestre Matsumura, o também mestre Anko Itosu, desenvolveu outras três variações.

### Rohai shodan
Rohai shodan (鹭牌初段)[a] foi a primeira variante que foi confeccionada por Anko Itosu, com técnicas simplificadas. Esta forma inicia de maneira forte, semelhante ao original, pero conforme se desenrolam os movimentos, o deslocamento à lateral sinistra é acerscentado, prevalecendo ao frontal, e o alcance dos golpes é encurtado.

### Rohai nidan
Rohai nidan (鹭牌二段)[a] foi a segunda variante.  É talvez a mais afastada de suas origens, eis que o forte laço representado pela base Tsuruashi dashi é ausente. Ademais, o kata desenvolve profundamente técnicas de mão espalmada — kaisho waza (開掌技) — como shuto uke em kosa dachi. E, bem assim, são exercitadas as técnicas de tai sabaki e a aplicação de golpes em guarda invertida (gyaku hanmi).
O embusen é feito em movimentos espelhados, pelo que se usam combinações de técnicas nas quatro direções e ambas as mãos são usadas simultaneamente. É o kata mais longo da série.

### Rohai sandan
Rohai sandan (鹭牌三段)[a] é a terceira variante derivada criada por mestre Itosu e, tal e qual a variande anterior — nidan —, apresenta técnicas que não seriam típicas das versões dos mestres Matsumora e Matsumura, ante a total ausência de posturas numa única perna. Entretanto,o início é dinâmico e semelhante ao kata original, que faz referência ao abrir de asas duma garça. As técnicas assemelham-se às do kata Kushanku.

### Rohai dai
Rohai dai (鹭牌大) é praticado em alguns estilos, como o chito-ryu.

### Rohai sho
Rohai sho (鹭牌小) é uma variação exígua da forma.

### Meikyo
Meikyo (明鏡, Meykiō, espelho brilhante/espelho d'alma) é a variante desenvolvida pelo mestre Gichin Funakoshi para sua escola. O cerne é achado na forma Rohai nidan, do mestre Itosu, mas trata-se em verdade de um recompilação em cima da segunda variante com elementos das formas shodan e sandan. O nome adoptado pelo mestre Funakoshi eventualmente faz referência a uma lenda nipónica sobre a "deusa do sol".

### Meikyo nidan
Meikyo nidan (明鏡 二段, Meykiō nidan) é a forma que treinam as escolas descendentes do estilo Shotokan. Em princípio, foi introduzida pelo mestre Tetsuhiko Asai, da escola Asai-ha, e é uma variante adaptada de rohai shodan.

### Meikyo sandan
Meikyo sandan (明鏡 三段, Meykiō sandan) é baseada na forma rohai sandan com a mudança de algumas posturas, precipuamente.